# ロバート C. ウィリアムズ製紙博物館
ロバート C. ウィリアムズ製紙博物館は、紙と製紙技術の歴史を保存することを目的とした研究機関および公立博物館。アメリカ合衆国ジョージア州アトランタにあるジョージア工科大学のペーパー・トリセンテニアル・ビルディング内にあるこの博物館は、透かし、紙、道具、機械、写本など、世界最大の紙および紙関連の遺物を所蔵している。
変化する展示はペーパーアートに焦点を当てており、常設展示では製紙に関わる科学・技術について詳しく説明している。

## 歴史
もともとダード・ハンター紙博物館と呼ばれていたロバート C. ウィリアムズ製紙博物館は、1939年に創設された。元の博物館はダード・ハンターによって設置され、マサチューセッツ工科大学（MIT）にあった。ハンターは、製紙技術を表すさまざまな工芸品で博物館を埋め尽くした。 MIT在学中に博物館を訪れる学生はほとんどいなかったので、最終的にはキャンパス内の小さな建物に移された
。
1954年、ウィスコンシン州アップルトンの当時の紙化学研究所は、博物館に敷地内の目立つ場所を提供した。ハンターは博物館の学芸員になり、1966 年に亡くなるまでこの仕事を続けた。
1989 年に紙化学研究所がジョージア州アトランタに移転し、製紙科学技術研究所（IPST）と改名された。ダード・ハンター コレクションも梱包され、移動された。このコレクションをサポートすることを主な目標の1つとし、手漉き製紙やハンターが実践する他の芸術を促進する組織である フレンズ・オブ・ダード・ハンター  が設立された。
1993年の春、博物館は IPST 内で再開され、アメリカ製紙博物館と改名された。この間、博物館は成長を続け、巡回展示プログラムが開始された。
1996年、博物館はジェームズ・リヴァー・コーポレーションから多額の寄付を受けた。その結果、博物館の名前は再び変更されることになった。今回は、ジェームズ・リバー社の共同創設者であるロバート C. ウィリアムズにちなんで、ロバート C. ウィリアムズ製紙博物館に変更された。ウィリアムズは製紙化学研究所の卒業生であり、製紙科学技術研究所の理事会の議長を務めていた。
2005 年には、ミード・ウィッター財団からの寄付により、博物館に追加の展示スペースが追加された。この新しいスペースは、ジョージ W. ミード教育センターと名付けられた。